# (2466) Golson
(2466) Golson (1959 RJ) est un astéroïde de la ceinture principale, découvert le 7 septembre 1959 à l'observatoire Goethe Link près de Brooklyn, dans l'Indiana.